# シュッコンタバコ
シュッコンタバコ（宿根煙草、Nicotiana alata)はナス科タバコ属に属す植物で、主として花壇用の草花として栽培されている。別名、ハナタバコ（花煙草）。

## 性状
ブラジル原産。通常越冬しない一年草とされているが、強い霜の降りない地方では、越冬して灌木状になることもある。茎は直立して高さ30-90cmくらいになり、茎は角張っていて稜に翼があり、種名のalataは「翼のある」という意味である。葉は下の方のものは大きく、楕円形で、長さ20cmになることもある。上部の葉は紡錘形で互生する。花は7-10月ころに開花し、直径2～5cm、漏斗形で先端は星状に5裂する。一つの花の寿命は2日程度だが、総状花序を作って次々に開花する。花色には紅、赤、紫、白、黄色などがあり、香りがあり、とくに夕方から宵にかけて強く香る。

## 栽培
比較的丈夫で栽培しやすい草花であるが、タネはかなり細かいので、注意してまく必要がある。東京あたりで5月上旬に播種するのがよい。発芽して本葉が出たら、排水が良く、半日以上日が当たるところに20cmくらいの株間で定植する。乾き気味のやややせたところの方が良く開花する。

## 利用法
花壇植えに用いられるが、矮性種は鉢植えやプランターで楽しむことができる。

## 特記事項
- ヨーロッパの一部の国では、自家用に限ってタバコ（Nicotiana tabacum）の栽培と紙巻き・葉巻たばこの製造が認められており、葉たばこのタネや、タバコの改良種の観賞植物が、大手の種苗店で販売されている。日本では2021年現在栽培は合法(日本専売公社の時代は違法だった）であるが、タバコの自家製造は違法である。